# Господин оформитель
«Господин оформитель» — один из первых советских фильмов на мистическую тематику, дебютная работа режиссёра Олега Тепцова. Снят в 1988 году по мотивам рассказа Александра Грина «Серый автомобиль».
Премьера фильма состоялась 2 декабря 1988 года.

## Сюжет
Действие происходит в Петербурге в 1908—1914 годах. Знаменитый художник-оформитель, Платон Андреевич, хочет продлить жизнь человека в скульптуре и на рисунках, пытаясь побороть смерть и усовершенствовать окружающий мир с помощью своего таланта. Многие годы ему не давала покоя мысль о состязании с Богом. Ему, автору великолепных восковых манекенов, хотелось создать нечто совершенное и вечное, не поддающееся течению времени.
В 1908 году художник получает заказ от ювелира на оформление витрины магазина. В поисках натурщицы для изготовления манекена для витрины, художник находит Анну, молодую девушку, смертельно больную чахоткой, и ваяет с неё свой лучший манекен, вкладывая в работу всю душу и частицу крови Анны.
Проходит время, на дворе 1914 год. Известный ранее художник впал в забвение, дела идут совсем не так хорошо, как в прежние времена. Под влиянием творческого кризиса художник начинает злоупотреблять морфием, ему грозит полное разорение.
Однажды, находясь в крайней нужде, Платон Андреевич принял предложение некоего богатого дельца Грильо оформить интерьер его дома. Знакомство с женой хозяина Марией привело художника в замешательство. Он был убеждён, что несколько лет назад с неё, носившей тогда имя Анны Белецкой, он вылепил свой лучший восковой манекен. Тем не менее Мария сообщает ему, что никогда раньше не видела художника и ни о какой Анне ничего не знает.
После всех попыток добиться истины, оформитель слышит от неё только: «Забудьте об Анне. Её больше нет».
Платон Андреевич делает предложение девушке, но получает отказ: Мария говорит ему, что он слишком беден. Благодаря невероятному случаю, оформитель выигрывает у мужа Марии в карты огромное состояние и делает предложение снова. И снова получает отказ: Мария сбегает из мастерской одержимого безумца, который упорно называет её чужим именем. Оформитель начинает искать доказательства, что Мария — это Анна, но обнаруживает лишь опровержения. На одном из кладбищ он находит могилу Анны. Вместо, как ему казалось, манекена, стоящего в его мастерской, обнаруживается высушенная мумия Анны (с которой художник проделывает странные действия, будто символически убивает её).
Платон отправляется в дом Грильо и обнаруживает, что хозяин умер, а его тело подготовлено к отпеванию. Его вдова уже передумала и готова отдаться художнику. Тем не менее он заявляет, что Мария — не настоящий человек, а оживший манекен, кукла, которую он создал и которая якобы заняла место Анны. Завязывается драка. Мария обладает неженской силой, и Платон бьёт её горящим поленом, при этом обжигая ей лицо. Один из спутников Марии ранит его из пистолета. Мария проводит ладонями по изуродованному ожогом лицу, восстанавливая безупречную внешность. Раненый художник пытается сбежать и попадает под колёса автомобиля.
Финал не даёт однозначного ответа, действительно ли Мария была ожившей статуей, или это лишь навязчивая идея безумца.

## В ролях
- Виктор Авилов — Платон Андреевич
- Анна Демьяненко — Анна / Мария
- Михаил Козаков — Грильо (в рассказе А. Грина — Гриньо)
- Иван Краско — слуга
- Вадим Лобанов — ювелир
- Валентина Малахиева — старуха
- Константин Лукашов — кладбищенский сторож
- Светлана Панфилова — монашка Виктор Авилов, исполнитель главной роли

Виктор Авилов, исполнитель главной роли

- Юрий Ароян — второй кладбищенский сторож
- Владимир Миняйло — офицер
- Азамат Багиров — карточный игрок
- Юрий Башков — крупье
- Константин Рацер — Смерть (нет в титрах)

Женский вокал, звучащий в кульминации фильма, принадлежит Ольге Кондиной (в титрах не указана).

## Съёмочная группа
- Автор сценария — Юрий Арабов
- Режиссёр — Олег Тепцов
- Оператор-постановщик — Анатолий Лапшов
- Операторы — С. Некрасов, Л. Голубев
- Художник-постановщик — Наталья Васильева
- Художники — О. Калягина, И. Чиркунов, В. Малахиева
- Композитор — Сергей Курёхин[1]
- Второй режиссёр — Сергей Середа
- Директор картины — Вениамин Кутиков

## Работа над фильмом
Фильм является ремейком дипломной работы режиссёра Олега Тепцова, которую ему порекомендовали переснять в виде полнометражной картины. В качестве дома Грильо в фильме выступал особняк Фолленвейдера (внешний вид) и особняк Гильзе фан дер Пальса (интерьеры). Одна из финальных сцен, в которой герой гибнет на проезжей части моста под колёсами автомобиля, снималась на Большом Петровском мосту. Когда фильм вышел на экраны, старый деревянный мост был ещё открыт для движения наземного транспорта. Некоторые эпизоды снимались на Смоленском лютеранском кладбище.
Стихи «Шаги Командора» Александра Блока читает Эдуард Багрицкий.
В фильме использованы работы таких художников, как Франц фон Штук (1863—1928), Эдвард Берн-Джонс (1833—1898), Одилон Редон (1840—1916), Арнольд Беклин (1827—1901), Джон Эверетт Миллес (1829—1896), Жан Дельвиль (1867—1953), Макс Клингер (1857—1920) и других.

## Награды и номинации
- 1989 — премия «Ни́ка»
  - «Лучшая работа художника по костюмам», победа (Лариса Конникова)
  - «Лучший звук», номинация
  - «Лучшая работа художника-постановщика», номинация

## Критические отзывы
- А. Тарханов: «Жалко ли авторам Платона Андреевича? Похоже, что нет. Похоже, что подсознательно самая главная жертва — это красивая жизнь Петербурга эпохи до-первой-войны»[4].
- М. Трофименков: «„Оформитель“ появился слишком рано. Пройдёт ещё три-четыре года и мода на салон и символизм, на модерн и дягилевские балеты, на кукольный эротизм и мундштуки слоновой кости захлестнёт вчерашнюю рок-н-ролльную богему»[5].